# Arduino e i pellegrini
Arduino e i pellegrini è un racconto di genere giallo-storico della scrittrice italoamericana  Ben Pastor, ambientato in Terrasanta in epoca successiva alla Settima Crociata.

Nell'edizione italiana fa parte di un'antologia che raccoglie racconti di genere thriller e noir.

## Titolo
Il titolo fa riferimento all'arcivescovo Arduino, qui impegnato a far luce sulla morte violenta di tre pellegrini, avvenuta nel territorio sottoposto alla sua giurisdizione.

## Incipit
Anno Domini 1254 

Tre pellegrini furono uccisi sulla via per Antiochia.

Quando la notizia arrivò in città e all’orecchio dell’arcivescovo Arduino, i corpi erano già stati traslati in una cappella lungo la strada solitaria, e seppelliti nell’arido fazzoletto di terra dietro di essa.

Fu il nipote di Arduino – Roger d’Alteville, quel giovane cavaliere imberbe che presto si sarebbe fatto onore davanti alle mura di Acri – a riferirgli la vicenda, la mattina del 12 maggio, il giorno dopo il massacro.»
(Traduzione di Paola Bonini)

## Trama
Antiochia di Siria, Metà maggio dell'anno 1254. Non lontano dalle mura della città vengono trovati alcuni corpi orribilmente massacrati: si tratta di tre uomini identificati come pellegrini in Terrasanta in virtù dei loro bordoni – i tipici bastoni dei viandanti – e delle numerose medagliette votive rinvenute tra i loro effetti personali. La violenza esercitata per ucciderli non consente ulteriori ipotesi sull'identità degli sfortunati.
Profondamente colpito dalla ferocia apparentemente inspiegabile dell'atto, il giovane Roger D'Alteville, che ha rinvenuto i corpi durante un pattugliamento, sottopone la questione allo zio, l'arcivescovo Arduino, e contemporaneamente avvia una discreta indagine personale. Di mezzo non c'è soltanto il desiderio di fare giustizia, ma anche la preoccupazione per il terrore che può dilagare tra i viaggiatori.
Da tempo la Siria è infestata dai predoni, ma l'aggressione subita dai tre pellegrini sembra strana dal momento che essi non sono stati derubati.
La preziosa testimonianza di alcune prostitute, che hanno visto e riconosciuto un uomo sporco di sangue nel giorno dell'omicidio, permette a D'Alteville di eseguire un arresto. Sarà tuttavia Arduino, che ha perlustrato il terreno dove i corpi sono stati ritrovati ed ha attentamente esaminato le medagliette in possesso dei pellegrini, a svelare interamente il mistero di quelle morti.

## Personaggi
- Arduino. Ex guerriero normanno passato alla vita religiosa, sino a raggiungere la dignità arcivescovile. [1]

- Roger D'Alteville. Nipote dell'arcivescovo, figlio di una sua sorella che la narrazione fa intuire energica e mai a corto di parole. Il giovane è un soldato valoroso, ma anche un ragazzo che sta accumulando esperienze.

- Elsa. Prostituta; assieme alle compagne Giselda e Aline staziona fuori città, presso un'antica tomba romana, in attesa di clienti.

- Turnois. Mulattiere noto per il suo carattere irascibile e violento. Lo si sospetta di aver causato la morte di ben due mogli.

## Cronologia
La vicenda principale del racconto si svolge tra l'11 e il 14 maggio dell'anno 1254.

## Edizioni

### Edizione italiana
- Ben Pastor, Arduino e i pellegrini, in A.A.V.V., Anime nere, Mondadori ed., 2007